# British Olivetti Tournament
De British Olivetti Tournament was een jaarlijks golftoernooi voor vrouwen in Engeland, dat deel uitmaakte van de Ladies European Tour. Het toernooi werd opgericht in 1984 en de laatste editie werd gehouden in 1988.

## Winnaressen
| Jaar | Golfbaan               | Locatie       | Winnares         |
| ---- | ---------------------- | ------------- | ---------------- |
| 1983 | Old Thorns Golf Estate | Hampshire     | Sandra Mackenzie |
| 1984 | Old Thorns Golf Estate | Hampshire     | Jenny Lee Smith  |
| 1985 | Moor Hall Golf Club    | West Midlands | Jane Connachan   |
| 1986 | Moor Hall Golf Club    | West Midlands | Dale Reid        |
| 1987 | Moor Hall Golf Club    | West Midlands | Jane Connachan   |
| 1988 | Moor Hall Golf Club    | West Midlands | Alison Nicholas  |